# Alois Josef Krakovský von Kolowrat

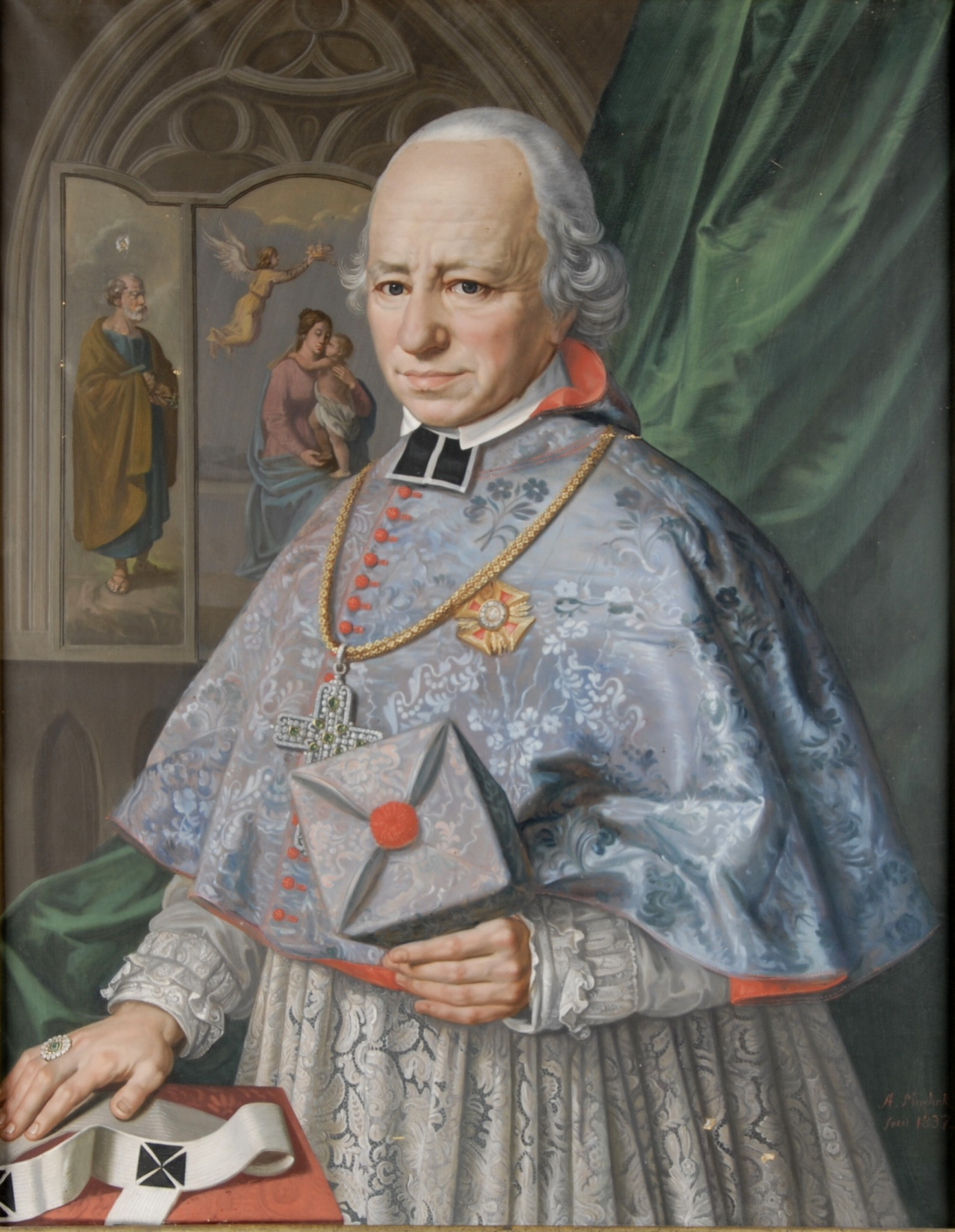
Alois Josef Krakovský von Kolowrat

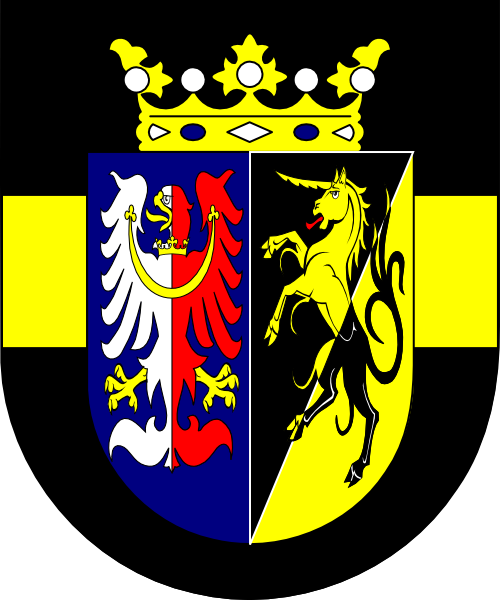
Wappen Alois Josef Graf Krakovský von Kolowrat, Erzbischof von Prag

Alois Josef Krakovský von Kolowrat (tschechisch: Alois Josef hrabě Krakovský z Kolovrat, * 21. Januar 1759 in Prag; † 28. März 1833 ebenda) war Weihbischof in Olmütz, Bischof von Königgrätz und Erzbischof von Prag.

## Leben
Er war der Sohn des böhmischen Oberstlandrichters Prokop Krakovský von Kolowrat. Ein Bruder war der Feldmarschall Johann Karl Kolowrat-Krakowsky. Nach dem Studium in Prag und Rom erwarb er den theologischen Doktorgrad und empfing die Priesterweihe. 1781 kehrte er nach Böhmen zurück und wurde Propst des Kollegiatstifts Kremsier, nachdem er schon vorher Olmützer Kanoniker war.
Am 22. Dezember 1800 wurde Alois Josef Krakovský von Kolowrat zum Weihbischof in Olmütz und zum Titularbischof von Sarepta ernannt. Die Bischofsweihe spendete ihm am 1. März 1801 der Erzbischof von Olmütz und spätere Kardinal, Anton Theodor von Colloredo-Waldsee-Mels, welcher ihn anschließend als Generalvikar einsetzte.
1812 wurde er zum Bischof von Königgrätz ernannt und 1831 zum Erzbischof von Prag erhoben, starb jedoch schon zwei Jahre später.